# Guineanska folkets samlingsparti
Guineanska folkets samlingsparti (franska: Rassemblement du peuple de Guinée; RPG) är ett politiskt parti i Guinea. Partiet styrde landet mellan 2010 och 2021. Tillförordnad partiledare är Ibrahima Kassory Fofana sedan i mars 2022. RPG har sitt största stöd bland malinkéfolket.

## Historia
Partiet grundades 1980 och partiledaren Alpha Condé sågs under en lång tid som den demokratiska oppositions främsta företrädare. Condé, som utmanat general Lansana Conté i presidentvalet 1998, dömdes år 2000 till fem års fängelse av landets säkerhetsdomstol.
I januari 2007 stödde RPG den generalstrejk som utlysts av fackliga organisationer. RPG uppmanade även till civil olydnad.
Alpha Condé lyckades vinna presidentvalet 2010 genom att samla stöd från 16 olika partier, som bildade den så kallade Regnbågsalliansen. Samarbetet sprack dock och i de två påföljande parlamentsvalen ställde RPG upp på egen hand.
I parlamentsvalet 2013 fick partiet 53 av 114 mandat och blev det största partiet i Guineas nationalförsamling. Partiet lyckades dock inte uppnå egen majoritet. Vid parlamentsvalet 2020 lyckades partiet uppnå en egen majoritet i nationalförsamlingen, samtidigt som de stora oppositionspartierna bojkottade valet.
I september 2021 genomfördes en militärkupp i landet och Condé tvingades gå i exil till Turkiet. Juntan som tog makten upplöste regeringen och nationalförsamlingen.